# Eleição presidencial na Venezuela em 1978
A eleição presidencial venezuelana de 1978 foi realizada em 3 de dezembro e a disputa eleitoral ficou mais uma vez concentrada nos candidatos dos dois partidos majoritários da política venezuelana durante o período denominado Quarta República: o candidato oficial do Comitê de Organização Política Eleitoral Independente (COPEI), Luis Herrera Campins, apoiado pelo ex-presidente Rafael Caldera, e o candidato oficial da Ação Democrática (AD), Luis Maria Piñerua Ordaz, apoiado pelo então presidente em exercício Carlos Andrés Pérez.
Com uma participação do eleitorado venezuelano no pleito alcançando 87.56% numa apertada disputa eleitoral, Luis Herrera Campins sagrou-se vencedor da disputa após obter 2 487 318 votos, o que correspondeu a 46.64% dos votos válidos, e derrotar Luis Maria Piñerua Ordaz, que por sua vez, obteve 2 309 577 votos, o equivalente a 43.31% dos votos válidos.

## Resultados eleitorais
| Candidatos              | Candidatos               | Partidos                                              | Votos     | %      |
| ----------------------- | ------------------------ | ----------------------------------------------------- | --------- | ------ |
|                         | Luis Herrera Campins     | Comitê de Organização Política Eleitoral Independente | 2 487 318 | 46.64  |
|                         | Luis Maria Piñerua Ordaz | Ação Democrática                                      | 2 309 577 | 43.31  |
|                         | José Vicente Rangel      | Movimento ao Socialismo                               | 276 083   | 5.18   |
|                         | Demais candidatos        | Demais partidos políticos                             | 259 735   | 4.87   |
| Votos válidos           | Votos válidos            | Votos válidos                                         | 5 332 713 | 97.86  |
| Votos inválidos         | Votos inválidos          | Votos inválidos                                       | 116 888   | 2.14   |
| Total de votos          | Total de votos           | Total de votos                                        | 5 449 601 | 100.00 |
| Eleitorado apto a votar | Eleitorado apto a votar  | Eleitorado apto a votar                               | 6 223 903 | 87.56  |